# Hymenolobium petraeum
Hymenolobium petraeum är en ärtväxtart som beskrevs av Adolpho Ducke. Hymenolobium petraeum ingår i släktet Hymenolobium och familjen ärtväxter. Inga underarter finns listade i Catalogue of Life.